# 蒂娅·海因兹
蒂娅·海因兹（英語：Tia Hinds，2002年11月5日—），澳大利亚女子橄榄球运动员。她曾代表澳大利亚七人制国家队参加2022年英联邦运动会七人制橄榄球比赛，获得一枚金牌。